# Diceratias trilobus
Diceratias trilobus är en fiskart som beskrevs av Arkadii Vladimirovich Balushkin och Fedorov, 1986. Diceratias trilobus ingår i släktet Diceratias och familjen Diceratiidae. Inga underarter finns listade i Catalogue of Life.